# Thomas Butler (Politiker)

Thomas Butler

Thomas Butler (* 14. April 1785 bei Carlisle, Pennsylvania; † 7. August 1847 in St. Louis, Missouri) war ein US-amerikanischer Politiker. Zwischen 1818 und 1821 vertrat er den Bundesstaat Louisiana im US-Repräsentantenhaus.

## Werdegang
Thomas Butler besuchte die öffentlichen Schulen seiner Heimat in Pennsylvania sowie ein College in Pittsburgh. Nach einem anschließenden Jurastudium und seiner im Jahr 1806 erfolgten Zulassung als Rechtsanwalt begann er in Pittsburgh zu praktizieren. Um das Jahr 1807 zog Butler in das Mississippi-Territorium. Dort wurde er im Jahr 1808 als Rechtsanwalt zugelassen. In seiner neuen Heimat wurde Butler im Jahr 1810 Hauptmann der territorialen Miliz. Im Jahr 1811 zog Butler in das West Feliciana Parish im Orleans-Territorium. Dort betrieb er mit Sklaven eine Baumwoll- und eine Zuckerrohrplantage. Im Jahr 1812 wurde er zum Bezirksrichter ernannt. Ein Jahr später wurde er Richter im dritten Gerichtsbezirk des inzwischen gegründeten Bundesstaates Louisiana. Butler war damals Mitglied der Demokratisch-Republikanischen Partei.
Nach dem Rücktritt des Abgeordneten Thomas B. Robertson wurde Butler bei der fälligen Nachwahl für das erste Abgeordnetenmandat von Louisiana als dessen Nachfolger in das US-Repräsentantenhaus in Washington, D.C. gewählt, wo er am 16. November 1818 sein Mandat antrat. Da er bei den regulären Kongresswahlen des Jahres 1818 bestätigt wurde, konnte er bis zum 3. März 1821 im Kongress verbleiben. Für die Wahlen des Jahres 1820 wurde er von seiner Partei nicht für eine weitere Legislaturperiode nominiert. 
In den Jahren 1822 und 1840 war Thomas Butler jeweils für kurze Zeit Richter im dritten Gerichtsbezirk von Louisiana. In den 1830er Jahren wurde er Mitglied der Whig Party und später schloss er sich der kurzlebigen American Party an. Butler wurde außerdem Mitglied im Kuratorium des Louisiana College sowie der Louisiana Historical Society. Nach seinem Ausscheiden aus dem US-Repräsentantenhaus bewirtschaftete er seine Plantagen und arbeitete als Rechtsanwalt. Im Jahr 1844 wurde ihm eine erneute Kandidatur für den Kongress angeboten. Diese lehnte er aber aus gesundheitlichen Gründen ab.
Thomas Butler starb am 7. August 1847 in St. Louis und wurde auf seiner Plantage „The Cottage“ im West Feliciana Parish beigesetzt. Er war mit Ann Ellis Butler (1796–1878) verheiratet, mit der er sieben Kinder hatte.